# Agoraea internervosa
Agoraea internervosa är en fjärilsart som beskrevs av Paul Dognin 1912. Agoraea internervosa ingår i släktet Agoraea och familjen björnspinnare. Inga underarter finns listade i Catalogue of Life.